# Pierre Woodman
Pierre Woodman (Auvérnia, 29 de abril de 1963) é um ator e diretor de filmes pornográficos e fotógrafo francês. Woodman é o criador de mais de 60 filmes pornográficos, mais de 1.000 cenas de sexo explícito, mais de 1.500 sets de fotografias e mais de 7.000 castings. Woodman alega ter levado para cama mais de 3.000 mulheres.

## Castings
Woodman começou com seus castings em 1992. No começo, não havia intenção comercial, mas, eventualmente, foi assim que começou as séries "Castings X" e "Behind the Scenes". 
Os castings iniciais foram feitos por Woodman quando era assistente do diretor Michel Ricaud e como fotógrafo caça-talentos. Ele afirma que, no início, gravava vídeos contra possíveis acusações de agressão sexual, precaução que julgava adequada, após o boxeador Mike Tyson ser condenado por estupro em um quarto de hotel de Indianápolis, em 1992.
Com a dissolução da antiga União Soviética, no início da década de 1990, a Europa Oriental tornou-se um novo polo pornográfico. Modelos atraentes podiam ser contratadas por valores inferiores aos de artistas norte-americanos. Budapeste, em particular, se tornou uma das capitais da nova produção pornô, tanto homossexual como heterossexual.
Começando em 1992, Woodman passou muito tempo na Europa Oriental à procura de novos talentos. Foi assim que descobriu algumas das maiores estrelas do pornô. 